# F-53B
F-53B ist das Kaliumsalz einer Perhalogensulfonsäure und gehört zu den per- und polyfluorierten Alkylverbindungen (PFAS) sowie den Chlor-substituierten Perfluoralkylethersulfonsäuren (Cl-PFESA).

## Verwendung
F-53B wird seit den Siebzigerjahren als Antischleiermittel (Nebelunterdrücker) in der chinesischen Galvanotechnik bei der Verchromung eingesetzt. Gegenüber F-53, das voll fluoriert ist, bestehen preisliche Vorteile in der Synthese. In der Wasseraufbereitung verhält es sich ähnlich wie das Anion der Perfluoroctansulfonsäure (PFOS). Seit 1982 kommen auch PFOS-Salze zum Einsatz.

## Gefahren- und Risikobeurteilung
F-53B hat eine ähnlich starke Bindungsaffinität zum Leber-Fettsäurebindungsprotein wie PFOS, welches bioakkumulativ ist und in das Stockholmer Übereinkommen aufgenommen wurde. Zudem weist F-53B eine mindestens gleich hohe Toxizität auf wie PFOS. Es wurde u. a. im Blutserum von Neugeborenen und in Fischottern aus England gefunden.